# Pădurea Lepșa - Zboina
Pădurea Lepșa - Zboina este o arie protejată de interes național ce corespunde categoriei a IV-a IUCN (rezervație naturală de tip floristic și forestier) situată în județul Vrancea, pe teritoriul administrativ al comunei Tulnici.

## Localizare
Aria naturală cu o suprafață de 210,70 hectare se află în extremitatea nord-vestică a județului în Munții Vrancei, situată pe un sector al versantului stâng din bazinul superior al râului Lepșa (afluent de stânga al Putnei), ocupând partea sudică a Vârfului Zboina Neagră. Este inclusă în Parcul Natural Putna - Vrancea.

## Descriere
Rezervația naturală a fost declarată arie protejată prin Legea Nr.5 din 6 martie 2000 (privind aprobarea Planului de amenajare a teritoriului național - Secțiunea a III-a - zone protejate) și reprezintă o zonă montană cu o mare diversitate de floră (arbori, arbusti, mușchi, licheni  și specii ierboase de stâncărie, europene, mediteranene, pontice) și faună specifică (Subcarpaților de Curbură.